# Stripdagen
Stripdagen of stripfestival is de benaming die gebruikt wordt voor een evenement waarbij het stripverhaal het centrale onderwerp is. Gewoonlijk is er een meerdaagse stripbeurs of markt, een boekenbeurs of markt voor strips. Op zo'n beurs kan men zowel nieuwe strips kopen als tweedehands strips kopen, vaak als verzamelbeurs en/of ruilbeurs. Afhankelijk van zo'n meerdaagse stripbeursprogramma kan men naast boeken kopen en verkopen ook kijken naar bijvoorbeeld een tentoonstelling en voorstellingen, meedoen aan een quiz of veiling en een korte cursus striptekenen. Daarnaast worden er ook terugkerende prijzen uitgereikt. 
Op de stripdagen zijn ook veel tekenaars aanwezig, men kan er praatje mee maken en handtekeningen vragen, meestal zet men een tekening van stripfiguur van hun hand, al dan niet in een gekochte of al hebbende strip.

## Bekende stripdagen
- De Stripdagen, het grootste jaarlijkse stripfestival van Nederland georganiseerd door Stichting De Stripdagen in opdracht van Het Stripschap
- Stripdagen Haarlem, tweejaarlijks stripfestival in Haarlem
- Stripfestival Breda, jaarlijks stripfestival in Breda
- Brabants Stripspektakel, jaarlijks stripfestival in Veldhoven
- Kamper Stripspektakel, jaarlijks stripfestival in Kampen
- Stripgids Festival, tweejaarlijks stripfestival in Turnhout in België
- Strips op de Markt jaarlijkse stripbeurs in Gouda
- Wilrijkse Stripdagen, jaarlijkse stripbeurs in Wilrijk
- Mercatorstripbeurs, jaarlijkse stripbeurs in Kruibeke
- Stripdag Kalmthout in het kader van Suske en Wiske iedere derde zondag van juni